# Musik-Collegium Schaffhausen
Das Musik-Collegium Schaffhausen ist ein um 1655 gegründeter Verein und Veranstalter der Konzertreihe Schaffhausen Klassik. Das Musik-Collegium Schaffhausen gehört zu den ältesten Musikinstitutionen Europas.

## Geschichte
Unter dem Namen Musik-Collegium Schaffhausen besteht seit 1655 in Schaffhausen ein Verein «mit dem ideellen Zweck, durch öffentliche Konzert-Veranstaltungen beim Publikum den Sinn für gute Musik, namentlich für gediegene Orchester- und Kammermusik-Kompositionen zu fördern». In diesem Sinne lassen sich die ersten Konzerte des Musik-Collegiums ebenso als öffentliche Proben verstehen, denn die Proben waren zugleich Konzerte, an denen Mitglieder sowie besonders eingeladene Musiker teilnahmen, wie Johann Jakob Mezger in seinem geschichtlichen Rückblick vermerkt.

### 1778–1801
Mit der Revision der Statuten am 29. Januar 1778 und ihrer Genehmigung am 25. Februar 1778 wurde die Zahl der ordentlichen Mitglieder des Collegiums auf 30 festgelegt. Daneben wurden sowohl weibliche als männliche Ehrenmitglieder angenommen. An der Spitze stand ein Präsident, Direktor genannt, der für die musikalisch-künstlerische Leitung verantwortlich war. In Artikel 18 der Statuten wurde festgelegt, dass bei gewöhnlichen Zusammenkünften jedes Mal drei Symphonien gespielt werden sollen, deren Auswahl dem Direktor überlassen wurde. Die öffentlichen musikalischen Übungen bzw. Konzerte kosteten 1778 drei Batzen und wurden auf der Weberzunft, später auf der Herrenstube gehalten. Gegen Ende des 18. Jahrhunderts löste sich das Musik-Collegium vorübergehend auf.

### 1802–1815
Die Neukonstituierung des Musik-Collegium Schaffhausen legte einen jährlichen Beitrag von 11 Gulden fest und als Direktor wurde ein Musiker aus Augsburg verpflichtet, dem eine Wohnung gestellt wurde und ein respektables Einkommen geboten werden konnte. Am 12. Dezember 1802 kam das erste Konzert zustande, wonach beschlossen wurde alle zwei Wochen ein solches abzuhalten. Konzertprogramme und Protokolle für die Jahre ab 1802 sind grösstenteils erhalten.
Höhepunkte bildeten die Besuche von Conradin Kreutzer (1805 und 1811) und Mariana Kirchgeßner (1808) sowie Versammlung, Konzert und Fest der Schweizerischen Musikgesellschaft (1811) in Anwesenheit des Präsidenten Hans Georg Nägeli sowie des Komponisten Carl Maria von Weber.
Während und nach den Kriegsjahren 1812 bis 1815 schloss sich das Musik-Collegium einer neu in Schaffhausen gegründeten Theatergruppe an und initiierte kleinere Opernproduktionen. Am 3. August 1815 wurde die Rückkehr der vier Schaffhauser Kompagnien aus der Grenzbewachung mit einem grossen Konzert mit der Sopranistin Sophie Egloff-Stokar von Neunforn im Münster gefeiert.

### 1816–1851
Das erste Konzert mit dem neuen Direktor Conradin Kreutzer fand am 11. Dezember 1816 statt, eine Nachfolge musste 1817 gefunden werden. In den folgenden Jahren fanden Konzerte nur unregelmässig statt, die sich unter der Leitung des Luzerner Direktors Molitor durch «lauter Verwirrung, Mangelhaftigkeit und Flickwerk» auszeichneten. Am 22. August 1821 wurde im Komitee ein Selbstauflösungsantrag gestellt und Molitor gekündigt.
1825 wurde eine Subskription für Anstellung eines neuen Musikdirektors eröffnet, ab 1827 wurden wieder mit einiger regelmässigkeit Konzerte programmiert. Aus den Protokollen des Musik-Collegiums ab den 1840er Jahren geht jedoch hervor, dass sich die Gesellschaft immer mehr mit der Schwierigkeit konfrontiert sah, dass die Konzerte für das Publikum insbesondere aufgrund der gesellschaftlich relevanten Konzertpausen von Interesse waren. Mehrfach kam es vor, dass Pausen über eine volle Stunde dauerten und sich in eine öffentliche Visite auflösten.
Im Mai 1848 wurde entschieden, den Konzertbetrieb für die kommenden drei Jahre vorübergehend einzustellen. Gegen Ende des Jahres 1851 wurde das Musik-Collegium Schaffhausen wiederum neu gegründet.

### 1852–1866
«Es ist erfreulich sagen zu können, dass vom Winter des Jahres 1851/1852 an bis jetzt, kürzere Schwankungen abgerechnet, das musikalische Leben in Schaffhausen in steter Zunahme begriffen war.» Ein Verzeichnis aller vom Musik-Collegium Schaffhausen zur Aufführung gebrachter Stücke wurde 1851 angelegt und seitdem fortgesetzt. Am 8. Dezember 1852 kam die erste Beethoven-Symphonie in Schaffhausen zur Aufführung. Seitdem wurde vermehrt auf auswärtige Musiker zurückgegriffen, was die Aufführung grösserer Orchesterwerke Beethovens, Mendelssohns und Schuberts ermöglichte. Höhepunkte bildeten Konzerte mit Clara Schumann (1858) und Joseph Joachim und Johannes Brahms (1866).

### 1867–1915
Ab 1867 fanden die Abonnementskonzerte des Musik-Collegium Schaffhausen nicht mehr im sogenannten Rüden, dem Saal der Rüdenzunft, sondern im neu errichteten Imthurneum am Herrenacker statt. Die Geschichte des Musik-Collegiums ist im letzten Drittel des 19. Jahrhunderts eng mit derjenigen der Im Thurnschen Stiftung verbunden, die vom Schaffhauser Bürger Johann Conrad Im Thurn gegründet worden war.
Mit der Wahl von Karl Flitner zum Direktor des Musik-Collegiums, der bis zu seinem Tod 1906 insgesamt 144 Abonnementskonzerte dirigieren sollte, widmete sich immer anspruchsvolleren Konzertprogrammen. Im November 1877 waren in Schaffhausen zum ersten Mal Orchesterwerke von Richard Wagner zu hören.
Auf die Gründung eines professionellen Stadtorchesters reagierte das Musik-Collegium mit einer Revision der Statuten, in der festgelegt wurde, dass ab dem Frühjahr 1903 auch Frauen dem Musik-Collegium als ordentliche Mitglieder beitreten können würden.
Max Reger gastierte 1911 in Schaffhausen.

### 1917–1959
Unter der Leitung Oskar Distlers kamen über 140 Abonnementskonzerte zur Ausführung, er machte das Schaffhauser Publikum mit Werken von u. a. Anton Bruckner, Hector Berlioz, Richard Strauss, Arthur Honegger, Igor Strawinsky, Claude Debussy, Paul Hindemith und Franz Liszt bekannt. Es gastierten u. a. Béla Bartók, Clara Haskil, Stefi Geyer, Wilhelm Furtwängler, Joseph Szigeti und Paul Hindemith. Damit legte Oskar Distler den Grundstein für ein abwechslungsreiches und vielfältiges Konzertprogramm, das sich modernem Repertoire nicht verschloss: «Die gegenwärtig in Abwicklung befindlichen Programme des Musik-Collegiums dürfen jedes für sich und im gesamten betrachtet als mustergültig bezeichnet werden. Nicht nur werden sie der Verpflichtung gegenüber gerecht, das Alte und Bewährte neu für die Jugend zu pflegen, sondern durch eine sorgfältige Hinzuwahl gegenwartsnahe Werke in jedem Konzert stellen sie die für jedermann willkommene Verbindung in die neue Zeit her.»
Strukturell wurde mit der Einsetzung von Johannes Zentner entschieden, dem neuen Direktor die Leitung von nicht mehr als vier bis fünf Konzerte im Jahr zu übertragen. Zentner gründete 1949 das Kammerorchester des MCS, womit eine endgültige Trennung zwischen den professionell tätigen Musikern und den musikalisch engagierten Laien vollzogen wurde.
Am 21. Oktober 1955 feierte das Musik-Collegium mit einem grossen Konzert seinen 300. Geburtstag.

### 1960–1983
Die Konzertprogramme ab den 1960er Jahren verzeichnen Schwerpunkte im Bereich der Klassik und Romantik, während modernere und zeitgenössische Kompositionen selten programmiert wurden. Erwin Waldvogel wurde 1963 Präsident des Musik-Collegiums. Die meisten Konzerte wurden nun vom Musikkollegium Winterthur bestritten.
Es gastierten Charles Dutoit, Jean Fournet, David Zinman, Daniel Barenboim, Yehudi Menuhin, Sylvia Rosenberg, Pinchas Zukerman, Helmuth Rilling, Willem van Otterloo, Edmond de Stoutz, Paul Sacher, Gidon Kremer, Christoph Eschenbach, Sylvia Caduff, Alfred Brendel, Mstislav Rostropowitsch, Theodore Bloomfield, Wilhelm Furtwängler und Sergiu Celibidache.

### 1984–2016
Heini Stamm übernahm als Vizepräsident 1984 und als Präsident ab 1988 die Programmierung der Konzerte des Musik-Collegiums Schaffhausen. Es gastierten u. a. Franz Welser-Möst, Nikolaus Harnoncourt, Dimitris Sgouros, Anne-Sophie Mutter, Vladimir Ashkenazy, Joshua Bell, Jesús López Cobos, Lothar Zagrosek, Maurice André und Anne Castinel.
Ab März 1990 konnten nach der Renovierung die Konzerte des Musik-Collegiums wieder in der Kirche St. Johann stattfinden. Am 8. Juni 1993 fand unter der Leitung von Armin Brunner ein Stummfilmkonzert mit dem Radio-Sinfonieorchester Basel und Sergej Eisensteins «Panzerkreuzer Potemkin» in der stillgelegten Stahlgiesserei der Georg Fischer AG statt. Werke der Schaffhauser Helena Winkelman und Beat Furrer kamen zur Aufführung.
Es gastierten ab der Jahrtausendwende Julian Rachlin, Fabio di Casola, Radovan Vlatkovic, Christopher Hogwood, Emma Kirkby, Patricia Kopatchinskaja, Pekka Kuusisto, Roger Norrington, Semyon Bychkov und Radu Lupu.

## Gegenwart
Die Dirigentin Annedore Neufeld übernahm 2016 das Amt der Künstlerischen Leitung des Musik-Collegiums Schaffhausen. Sie initiierte die Umbenennung der MCS-Konzerte zu «Schaffhausen Klassik». Neufeld ist bereits seit 2008 Dirigentin des Kammerorchesters des MCS. Präsident des Musik-Collegiums Schaffhausen ist seit 2016 Stadtrat Raphaël Rohner.
Insgesamt finden pro Saison acht bis neun Abonnementskonzerte, ein Schulklassen- und ein Familienkonzert, ein Extrakonzert für Mitglieder des MCS und mehrere Kammermusikkonzerte statt. Neufelds Programmierung setzt, wie die ihrer Vorgänger Heini Stamm und Oskar Distler, auf ein vielfältiges Angebot und erweitert dieses um Barockkonzerte, neue Konzertformate und Projekte Neuer Musik.
In eigenen Abonnementskonzerten brachte Neufeld Werke von Richard Strauss, Johannes Brahms, Sergei Rachmaninow, Einojuhani Rautavaara, Edvard Grieg, Aram Chatschaturian, Béla Bartók, Claude Debussy, Robert Schumann, Wolfgang Amadeus Mozart, Camille Saint-Saëns, Nikolai Rimski-Korsakow zur Aufführung. Es gastierten Steven Isserlis, Sabine Meyer, Giovanni Antonini, Claire Huangci, Baiba Skride, Avi Avital, Benjamin Engeli, Khatia Buniatishvili, Oliver Schnyder, Emmanuel Pahud und Fazil Say und andere.